# Sardel peruánská
Sardel peruánská (Engraulis ringens) je bezostná mořská ryba, která žije v Tichém oceánu u pobřeží Peru a severního Chile. Vyskytuje se ve velkých hejnech do hloubky 50 metrů a do vzdálenosti 160 km od pobřeží. Tělo má podlouhlé, zbarvené do modravého nebo zelenkavého odstínu; rok staří jedinci měří 10 cm, maximální délka je 20 cm. Období rozmnožování trvá od července do září. Dožívá se tří až čtyř let. Hlavní potravu tvoří plankton, který sardele filtrují z mořské vody. Rybami se živí kormoráni, pelikáni a další mořští ptáci.
Patří k nejhojnějším rybám na světě a je předmětem intenzivního průmyslového rybolovu. Rok 1971 přinesl rekordní úlovek, který přesáhl 13 000 000 tun. Od té doby stavy poklesly v důsledku nadměrného lovu a klimatického jevu El Niño, v 21. století se ročně uloví okolo čtyř až osmi milionů tun. Sardel peruánská je tak nejvíce loveným druhem ze všech ryb (více rybího masa poskytuje pouze amur bílý, kde ovšem drtivá většina kusů přichází na trh z akvakultury). Zpracovává se převážně na rybí moučku a olej, někdy se z ní také vyrábějí rybí konzervy.